# Casarza Ligure
Casarza Ligure (Casarsa in ligure) è un comune italiano di 6 744 abitanti della città metropolitana di Genova in Liguria.

## Geografia fisica
Il territorio di Casarza Ligure è situato nel fondovalle della val Petronio, presso il torrente omonimo, con il principale nucleo urbano formatosi lungo la strada statale 523 del Colle di Cento Croci tra il comune costiero di Sestri Levante e il successivo comune collinare di Castiglione Chiavarese.
Tra le vette del territorio il monte Alpe (1094 m), il monte Zenone (1053 m), il monte Bocco (1018 m), il monte Rocca Grande (970 m), il monte Rusparola (875 m), il monte Tregin (870 m), il monte Su Campegli (511 m), il monte Brana (426 m), il monte della Mora (360 m), il Poggio Fontanin (358 m), il monte Caddio (389 m).

## Storia

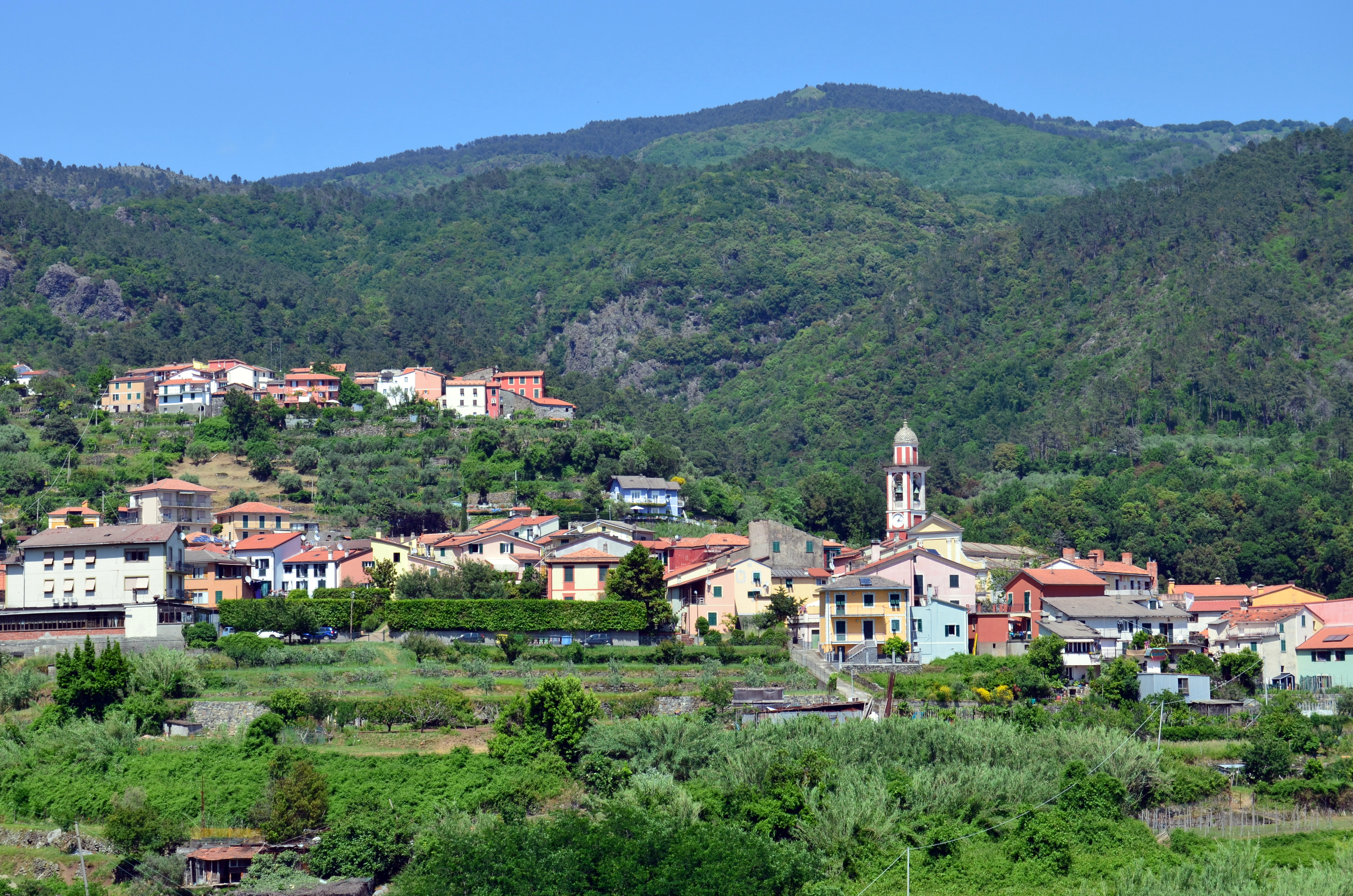
La frazione di Bargone

I primi documenti ufficiali inerenti all'odierno territorio comunale citano il primario toponimo di Candiasco e, sempre dalla storia locale, si apprende che il paese originariamente (si ipotizza già in epoca romana) doveva sorgere su un colle, diversamente dall'odierna posizione nel fondovalle del torrente Petronio.
Nel 774 un diploma imperiale di Carlo Magno concesse il territorio ai monaci dell'abbazia di San Colombano di Bobbio. Dal 1143 fu sotto la giurisdizione della curia di Sestri Levante.
Tra i signori che contribuirono alla rifondazione del primo nucleo di Casarza Ligure vi furono i Camezzana, parenti stretti dei conti Fieschi di Lavagna. Ancora oggi una località del comune prende la denominazione dal nome della famiglia e proprio grazie alla parentela con la signoria fliscana ottennero molti benefici dai pontefici Innocenzo IV e Adriano V. Con il passaggio, dal 1399, nella Repubblica di Genova fu dominio feudale degli Spinola e dei Grimaldi e sottoposta territorialmente nella podesteria di Sestri Levante all'interno del capitaneato di Chiavari.
Con la dominazione francese di Napoleone Bonaparte rientrò dal 2 dicembre 1797 nel dipartimento dell'Entella, con capoluogo Chiavari, all'interno della Repubblica Ligure. Dal 28 aprile 1798 Casarza rientrò nel II cantone, come capoluogo, della giurisdizione del Gromolo e del Vara e dal 1803 centro principale del VII cantone del Gromolo nella giurisdizione dell'Entella. Annesso al Primo Impero francese, dal 13 giugno 1805 al 1814 venne inserito nel dipartimento degli Appennini.
Nel 1815 fu inglobato nel Regno di Sardegna, secondo le decisioni del congresso di Vienna del 1814, che sottopose la municipalità di Casarza nella provincia di Chiavari sotto la divisione di Genova. Dal 1859 al 1926 il territorio fu compreso nel III mandamento di Sestri Levante del circondario di Chiavari dell'allora provincia di Genova, nel Regno d'Italia.
Al 1876 è risalente il distacco delle frazioni di Arzeno e Nascio e il loro accorpamento nel territorio di Ne, mentre nel 1878 assunse l'odierna denominazione di Casarza Ligure.
Dal 1973 al 31 dicembre 2008 è stata la sede amministrativa e ha fatto parte della Comunità montana Val Petronio.

### Simboli
Stemma
Gonfalone

Lo stemma e il gonfalone sono stati concessi con decreto del presidente della Repubblica del 18 aprile 1951; la raffigurazione nel centro di una casa bruciata deriverebbe l'antica denominazione del toponimo "Ca' arsa". 

## Monumenti e luoghi d'interesse

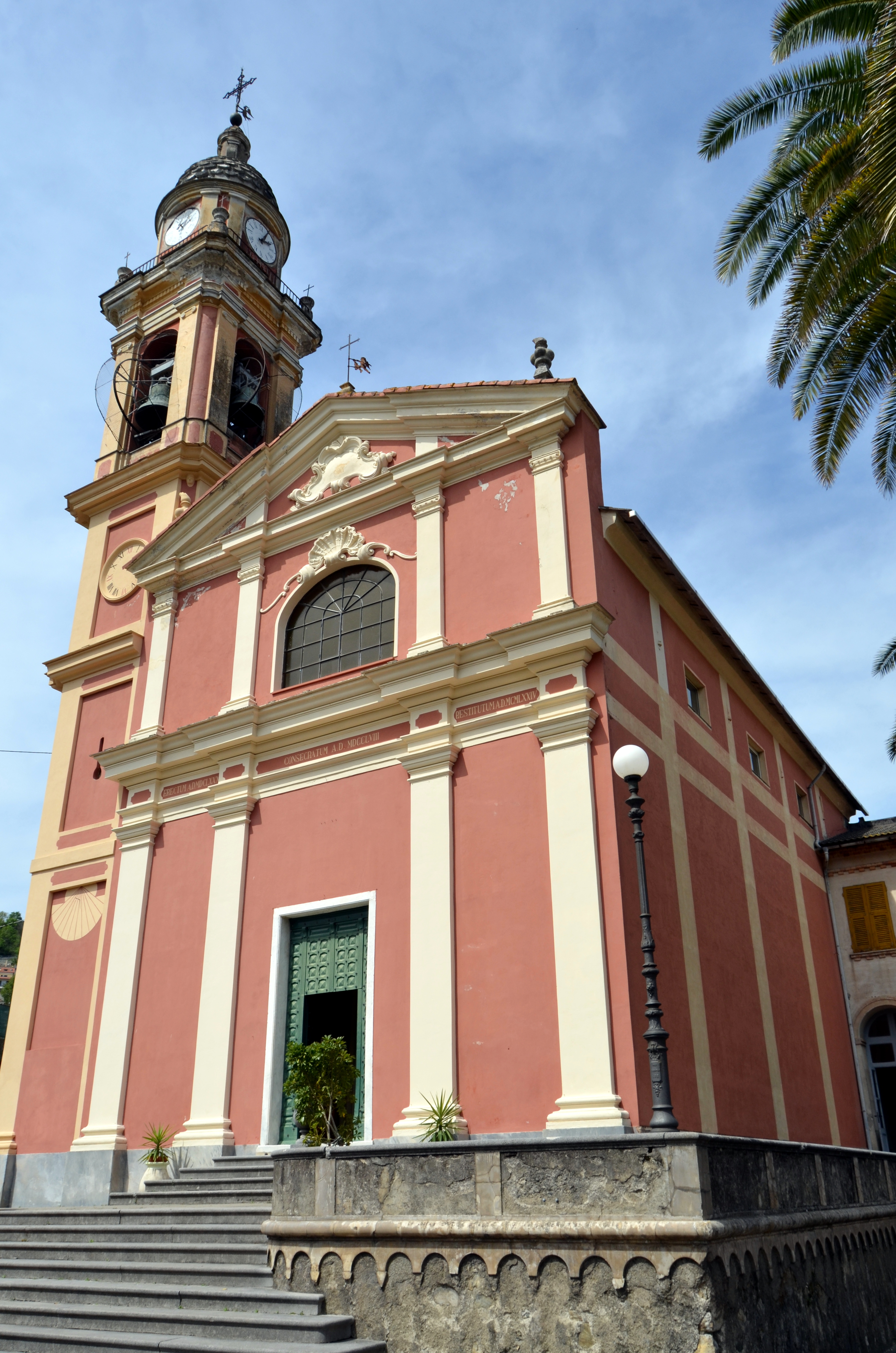
La chiesa parrocchiale di San Michele Arcangelo di Casarza Ligure

### Architetture religiose
- Chiesa parrocchiale di San Michele Arcangelo del XVII secolo a Casarza Ligure.
- Chiesa parrocchiale di San Martino nella frazione di Bargone.
- Chiesa di San Giovanni Battista nella località di Candiasco. L'edificio è citato per la prima volta in un documento del 1100.
- Cappella di Sant'Antonio Abate nella località di Candiasco, di cui rimangono alcuni ruderi. Edificata come edicola votiva e con il tempo ingrandita e ampliata, la cappella è citata in una sentenza del 23 aprile 1640 del capitano di Chiavari Nicolò Zoagli quale possedimento della comunità religiosa di Bargone. Ricostruita nelle forme attuali nel corso del 1740, un documento del 1888 ne attesta il già stato in rovina se pur fino al 1915 essa veniva raggiunta processionalmente dalla popolazione di Bargone. Attualmente si trova in grave stato di conservazione, soprattutto la parte interna e quella che doveva essere la facciata della cappella, e solo la parte perimetrale laterale e posteriore risulta ancora semi integra.
- Chiesa parrocchiale di San Bernardo e della Santissima Concezione nella frazione di Cardini.
- Chiesa di Nostra Signora della Speranza nella frazione di Francolano. Costituita vicaria della parrocchiale di San Michele Arcangelo il 20 agosto del 1972 da monsignor Luigi Maverna, fu elevata in parte al titolo di parrocchia il 1º gennaio del 1995 da monsignor Daniele Ferrari della diocesi di Chiavari.
- Chiesa parrocchiale di Santa Maria Assunta nella frazione di Massasco.
- Antica chiesa di San Colombano nella località di Novano, di cui rimangono alcuni ruderi.
- Chiesa parrocchiale-prioria di San Lorenzo nella frazione di Verici.

### Aree naturali

#### Lago di Bargone
Situato nella frazione di Bargone è, secondo studi approfonditi, un lago preistorico alle pendici del monte Roccagrande ed è considerato il bacino intorbato più antico finora rinvenuto nella Liguria orientale. Nella località denominata Pian del Lago è infatti presente, a 850 m s.l.m., una conca con un notevole deposito di fango paludoso detto appunto "torbiera".
Recentemente studi effettuati dalla Sopraintendenza Archeologica della Liguria, in collaborazione con diversi studiosi del Regno Unito, hanno permesso di datare il luogo al Paleolitico Medio, grazie all'analisi dei pollini e al ritrovamento di strumenti e oggetti in pietra usati nella caccia.
Nei pressi del lago, già abitata a partire dal Neolitico, sono inoltre presenti diversi tipi di rocce quali la serpentinite, i calcari a calpionelle, diaspri e basalti a pillows. Tra le specie faunistiche vi sono rettili e anfibi quali il tritone, la rana temporaria, l'ululone dal ventre giallo e la biscia dal collare.

#### Salita dei poveri

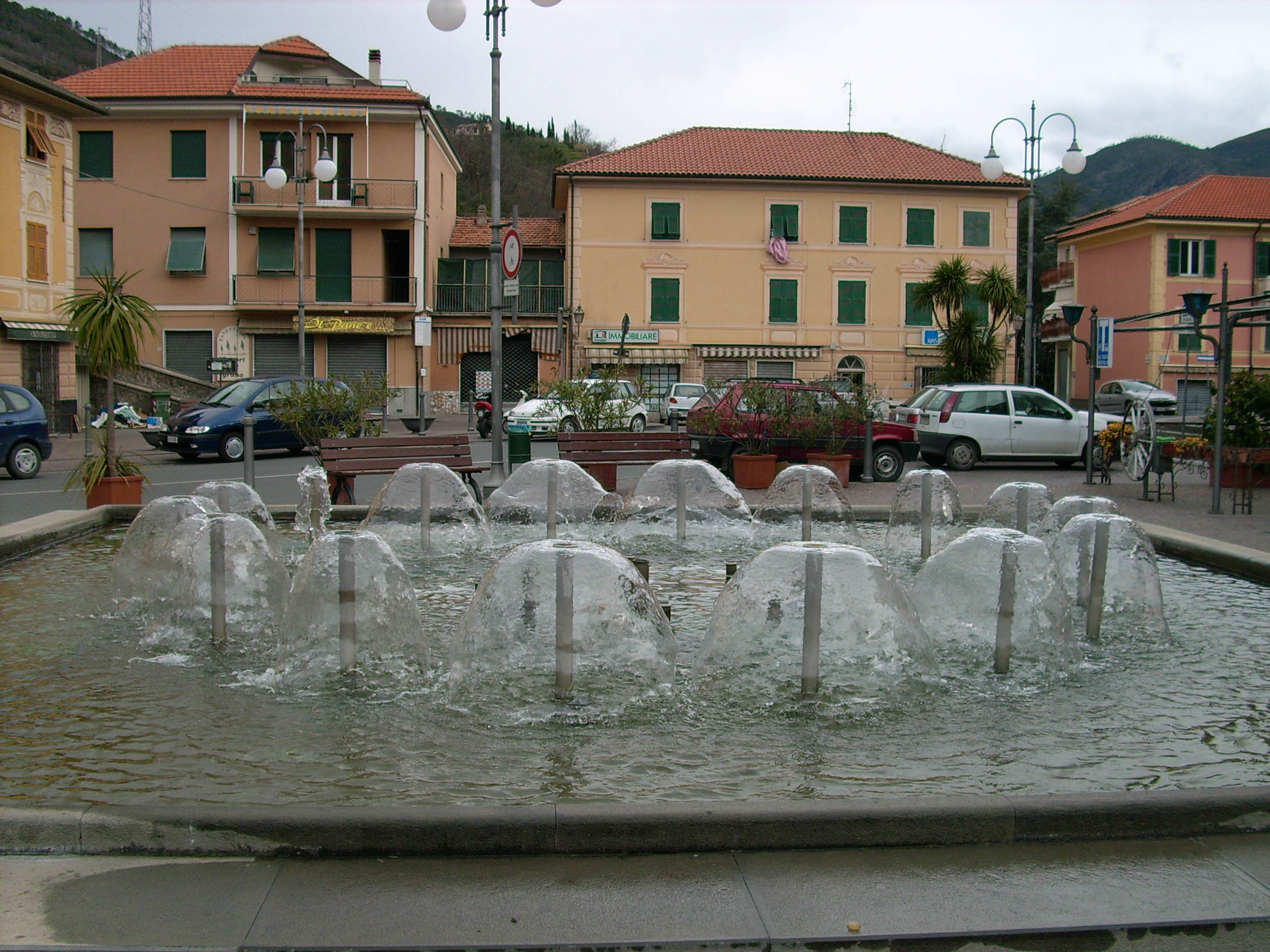
Fontana cittadina nei pressi del municipio

Nei pressi della località di San Lazzaro vi era un antico percorso sulle rive del rio Vallegrande, denominato localmente Muntà di povei (Salita dei poveri), che permetteva di recarsi al monte San Nicolao e da lì proseguire verso il passo del Bracco, dove un più importante snodo stradale collegava la costa con la Lunigiana tra Liguria, Toscana ed Emilia.
Secondo alcune fonti storiche fu lungo il percorso che sorsero l'antico ospedale di Adra, sorto per assistere i malati delle Crociate, e la cappella di San Lazzaro; in alcuni punti del sentiero è ancora visibile il primitivo impianto di selciato medievale.
Il tracciato fu utilizzato per molti secoli dai viandanti, dai pellegrini e soprattutto dai mercanti essendo di fatto uno dei pochi percorsi collegante l'Italia centrale alla costa ligure. Così come per altri sentieri fu spesso teatro di assalti e rapine da parte di briganti e ladri, costringendo le varie comunità locali al controllo con guardie su consiglio della Repubblica di Genova.
Alcune fonti attestano il passaggio, l'11 luglio del 1809, del papa Pio VII diretto ad Avignone da Roma; le notizie affermano che il pontefice sostò nell'allora località del Bracco giungendo poi a Casarza Ligure, percorrendo appunto la "Muntà di povei", e a Chiavari il 12 luglio.

#### SIC
Nel territorio comunale di Casarza Ligure è presente e preservato un sito di interesse comunitario, proposto dalla rete Natura 2000 della Liguria, per il suo particolare interesse naturale e geologico. Il sito, denominato "Punta Baffe - Punta Moneglia - Val Petronio", è collocato tra i territori comunali di Casarza Ligure, Castiglione Chiavarese, Sestri Levante e Moneglia dove è segnalato un particolare territorio formato, nella zona costiera, da strapiombi sul mare, piccole spiagge e macchia mediterranea; nella zona più interna, risalendo il torrente Petronio, si evidenziano ampie zone boscose formate da castagneti e pinete.
Tra la vegetazione sono segnalate formazioni di Buxus sempervirens, Genista salzmannii, Osmunda regalis, Quercus suber, Euphorbia dendroides e la Euphorbia biumbellata. Tra le specie animali sono presenti tra i rettili la natrice viperina, tra gli uccelli il gufo reale, lo sparviere e il martin pescatore. Tra le farfalle specie termofile come la Goneopteryx cleopatra e la Charaxes jasius.

## Società

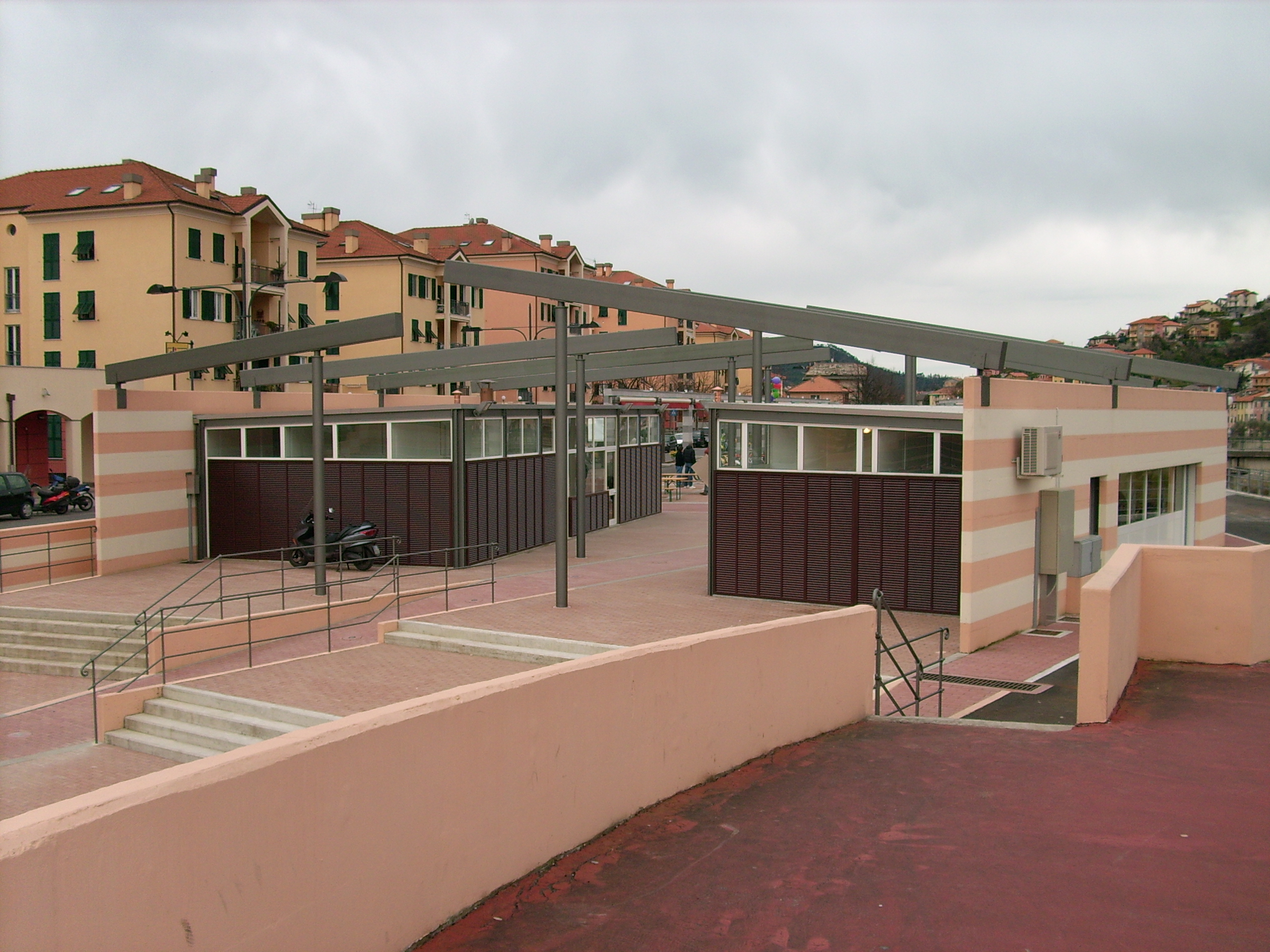
Scorcio di piazza Unicef, sede del mercato e di mostre.

### Evoluzione demografica
Abitanti censiti

### Etnie e minoranze straniere

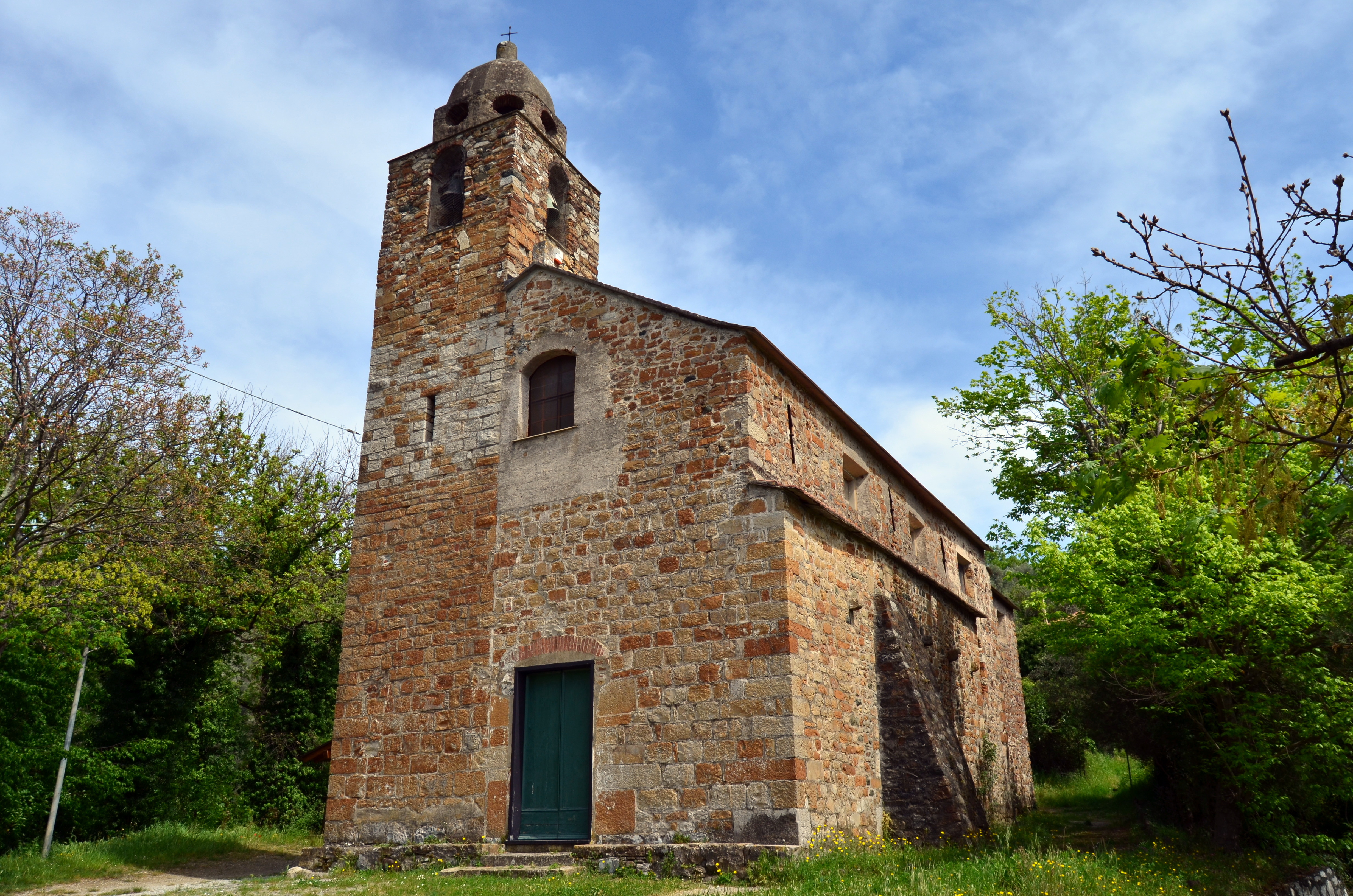
La chiesa di San Giovanni Battista presso la località di Candiasco

Secondo i dati Istat al 31 dicembre 2022, i cittadini stranieri residenti a Casarza Ligure sono 435, così suddivisi per nazionalità, elencando per le presenze più significative:
1. Romania, 140
2. Albania, 75
3. Ecuador, 48
4. Marocco, 39
5. Moldavia, 24

## Cultura

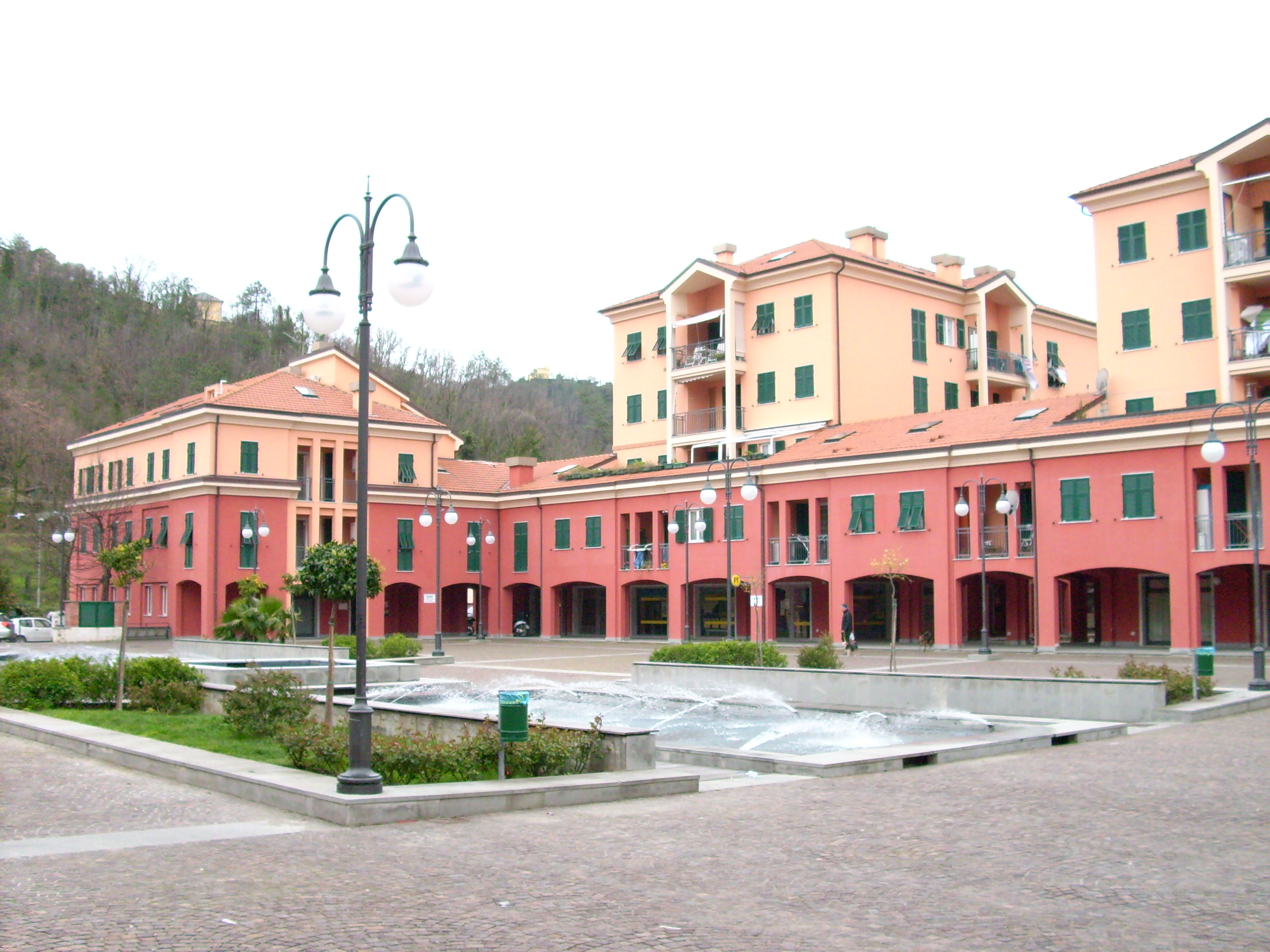
Scorcio della piazza intitolata ad Aldo Moro a Casarza Ligure

### Istruzione

#### Associazioni
- L'Associazione di promozione sociale osservatorio meteorologico, agrario, geologico dedicato dal 2012 al suo fondatore professor don Gian Carlo Raffaelli nasce per opera sua nel 1883 nella frazione di Bargone. Si è sempre occupato delle discipline scientifiche e tecniche della meteorologia, climatologia, idrologia, geologia, agraria, silvicoltura, micologia, botanica e tutte le loro sottocategorie.
- Museo del clima e delle scienze dell'osservatorio Raffaelli. Raccoglie gli aspetti storici dell'osservatorio, con la divulgazione delle conoscenze scientifiche in materia di geologia, meteorologica, ciclo dell'acqua, ambiente, agraria, foreste, dendrocronologia, botanica, micologia, protezione civile.
- Museo di mineralogia "Parma Gemma". Raccoglie esemplari di minerali provenienti dall'Appennino ligure e dall'Appennino tosco-emiliano e alcune carte geografiche-mineralogiche. Tra la collezione, privata, spicca l'argento recuperato proprio nel territorio comunale di Casarza Ligure. Lo stesso museo ha aperto sul retro una mostra di "bombo-sculture" realizzate dal proprietario del museo, il signor Stagnaro.

## Geografia antropica
Il territorio comunale comprende, oltre al capoluogo, le frazioni e i nuclei di Bargonasco, Bargone, Barletti, Battilana, Cardini, Francolano, Massasco, Novano, San Lazzaro e Verici per un totale di 27,82 km2.
Confina a nord con il comune di Ne, a sud con Moneglia, ad ovest con Sestri Levante e ad est con Castiglione Chiavarese e Maissana, quest'ultimo in provincia della Spezia.

## Economia
L'attività economica è prevalentemente agricola specie nella produzione molto apprezzata del vino e dell'olio di oliva. Le piccole e medie industrie sono attive nel settore della metalmeccanica, inoltre sul territorio comunale sono presenti diverse imprese della subacquea come Mares, Scubapro, Salvimar; della nautica e rimessaggio imbarcazioni.

## Infrastrutture e trasporti

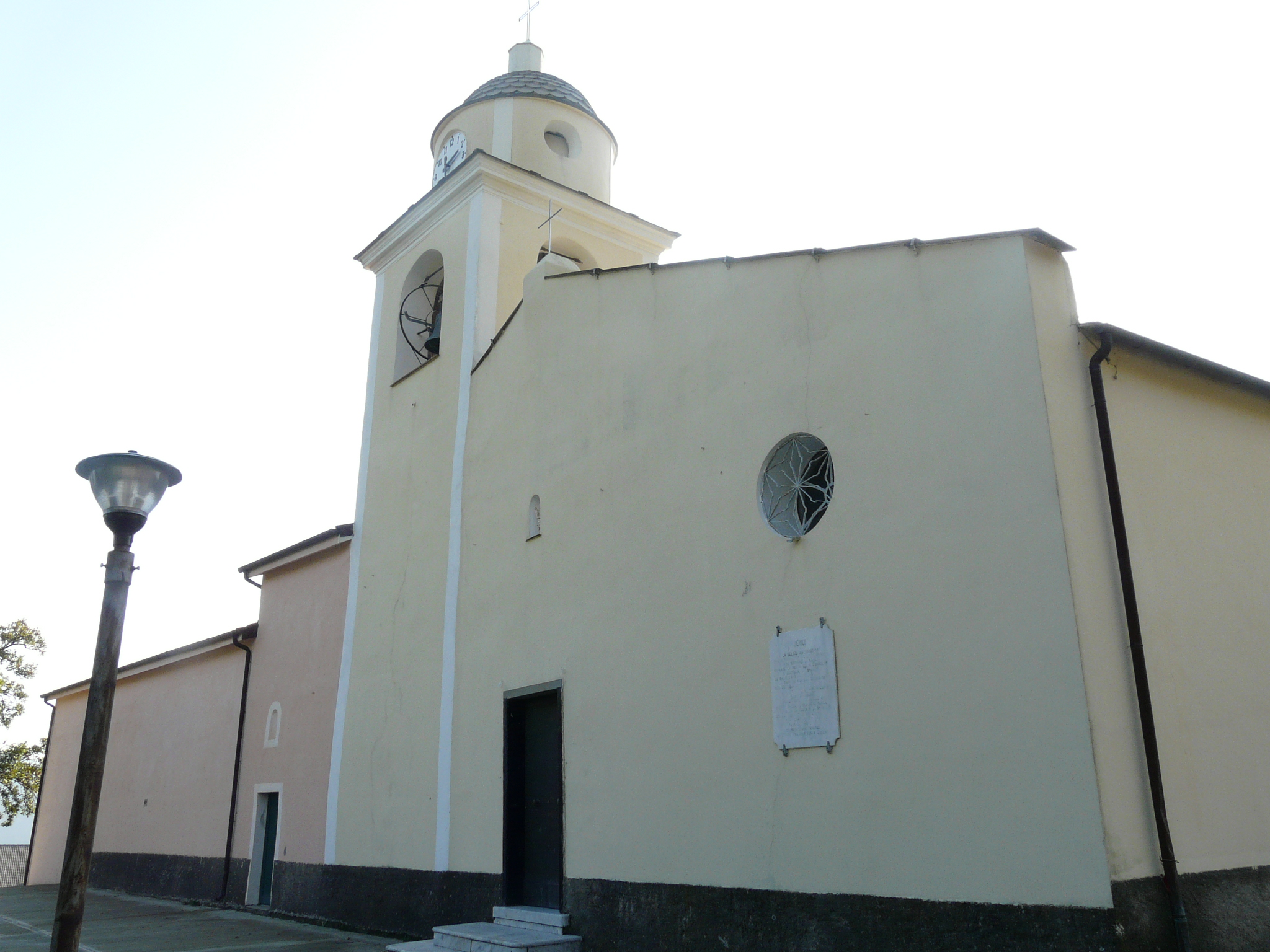
La chiesa di San Lorenzo presso la frazione di Verici

### Strade
Il territorio di Casarza Ligure è attraversato principalmente dalla strada statale 523 del Colle di Cento Croci che gli permette il collegamento stradale con Sestri Levante, ad ovest, e con Castiglione Chiavarese ad est. Dalla frazione sestrese di Santa Vittoria di Libiola la strada provinciale 44 omonima permette un ulteriore collegamento di Casarza con Sestri Levante, mentre la strada provinciale 38 di Novano collega il centro casarzese, attraversando l'omonima frazione, con la strada statale 1 Via Aurelia.
Proseguendo verso est lungo la strada per il passo di Centocroci, poco prima del centro di Battilana, un innesto con la strada provinciale 60 di Masso collega ancora Casarza Ligure con la SS 1 nel territorio comunale di Moneglia.
Dal 2009 il Comune di Casarza Ligure, grazie ai fondi del Programma di riqualificazione urbana per alloggi a canone sostenibile della Regione Liguria e a fondi europei per l'ambiente e la vivibilità delle città, ha intrapreso una grossa azione di realizzazione di percorsi protetti, e di riorganizzazione delle aree di sosta, delle piste ciclabili e dei parcheggi sul suolo del comprensorio. Questo ha portato ad avere il territorio tra la costa del Tigullio e la val Petronio dotato della più lunga pista ciclabile della Liguria (circa 40 km), che congiunge Bargonasco a Cavi di Lavagna.

### Mobilità urbana
Dai comuni di Chiavari e Sestri Levante un servizio di trasporto pubblico locale gestito dall'AMT garantisce quotidiani collegamenti bus con Casarza Ligure e per le altre località del territorio comunale.

## Amministrazione

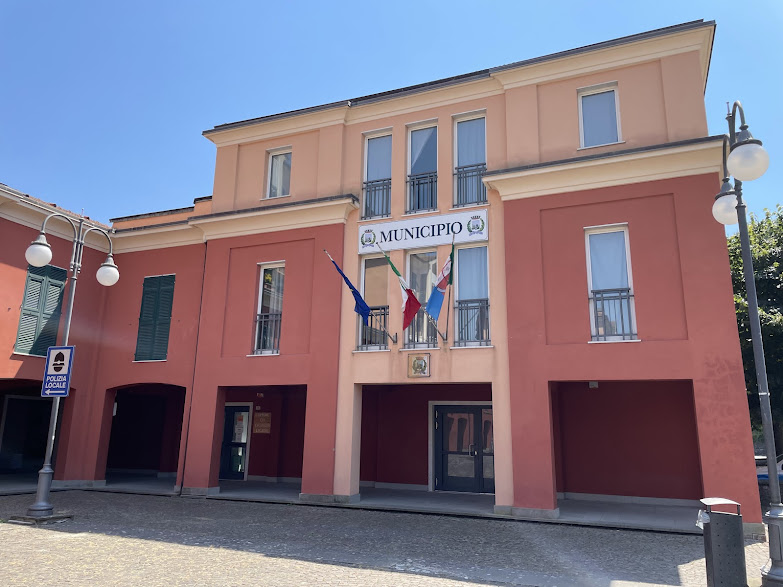
Il municipio

| Periodo         | Periodo         | Primo cittadino     | Partito                                               | Carica      | Note   |
| --------------- | --------------- | ------------------- | ----------------------------------------------------- | ----------- | ------ |
| 1945            | 1946            | Dante Antonio Gallo | DC                                                    | Sindaco     |        |
| 1946            | 1951            | Fortunato Levaggi   | DC                                                    | Sindaco     |        |
| 1951            | 1956            | Vittorio Luciani    | DC                                                    | Sindaco     |        |
| 1956            | 1964            | Zeffirino Biggi     | DC                                                    | Sindaco     |        |
| 1964            | 25 agosto 1985  | Giuseppe Stagnaro   | DC                                                    | Sindaco     |        |
| 25 agosto 1985  | 24 giugno 1990  | Giuseppe Stagnaro   | DC                                                    | Sindaco     |        |
| 27 luglio 1990  | 18 gennaio 1993 | Giuseppe Stagnaro   | DC                                                    | Sindaco     |        |
| 18 gennaio 1993 | 24 aprile 1995  | Vito Vattuone       | DC                                                    | Sindaco     |        |
| 24 aprile 1995  | 14 giugno 1999  | Vito Vattuone       | Insieme per Casarza (lista civica di centro-sinistra) | Sindaco     |        |
| 14 giugno 1999  | 14 giugno 2004  | Vito Vattuone       | Insieme per Casarza (lista civica di centro-sinistra) | Sindaco     |        |
| 14 giugno 2004  | 8 giugno 2009   | Fabrizio Gallo      | Insieme per Casarza (lista civica di centro-sinistra) | Sindaco     |        |
| 8 giugno 2009   | 26 maggio 2014  | Claudio Muzio       | Casarza è di tutti (lista civica di centro-destra)    | Sindaco     |        |
| 26 maggio 2014  | 29 luglio 2015  | Claudio Muzio       | Casarza è di tutti (lista civica di centro-destra)    | Sindaco     | [ 21 ] |
| 29 luglio 2015  | 6 giugno 2016   | Giovanni Stagnaro   | Casarza è di tutti (lista civica di centro-destra)    | Vicesindaco |        |
| 6 giugno 2016   | 4 ottobre 2021  | Giovanni Stagnaro   | Casarza è di tutti (lista civica di centro-destra)    | Sindaco     |        |
| 4 ottobre 2021  | in carica       | Giovanni Stagnaro   | Casarza è di tutti (lista civica di centro-destra)    | Sindaco     |        |

## Sport

### Calcio
- A.C.D. Casarza Ligure, fondata il 1º settembre 1974, militante nel campionato di Prima Categoria
- A.S.D. Atletico Casarza Ligure, militante nel campionato di Prima Categoria.